# Epicosymbia ancillaria
Epicosymbia ancillaria är en fjärilsart som beskrevs av W. Warren 1895. Epicosymbia ancillaria ingår i släktet Epicosymbia och familjen mätare. Inga underarter finns listade i Catalogue of Life.